# Pedro Padrón Panza
Pedro Padrón Panza (La Guaira, 2 de agosto de 1920 - Caracas, 1 de abril de 1999) también conocido como PPP o Perucho, fue un empresario transporte y dirigente deportivo  venezolano. Es conocido por haber sido el fundador de los Tiburones de La Guaira equipo de la Liga Venezolana de Béisbol Profesional

## Inicios
Padrón Panza no pasó del segundo grado en la educación primaria, pero llegó a ser dueño de una empresa de transporte con más de 50 gandolas y todo lo hizo por tener una vocación incansable que comenzó de chico, en La Guaira.
Así también llegó a convertirse en el directivo más influyente del béisbol venezolano. Comenzó en el negocio casi por hacerle un favor a José Antonio Casanova y Jesús Guillermo Gómez, quienes buscaban dinero para concretar la trasformación del Licoreros de Pampero en una nueva franquicia, y terminó por ser uno de los ejecutivos con mejores relaciones en el norte.
Compró 10 acciones a mil bolívares cada una, convenció a sus compañeros de directiva de que el club debía llamarse La Guaira y no Santa Marta, se encargó personalmente de la adquisición del legendario Luis Aparicio -verdadera clave en el inicio de la dinastía salada- y dos lustros después ya era el accionista mayoritario.

## Tiburones de La Guaira
Padrón Panza fue propietario de la divisa salada, luego de que en el año 1962 Alejandro Hernández, accionista principal de Industrias Pampero y dueño del equipo del mismo nombre, decidiera retirar al conjunto de los campeonatos de béisbol profesional y se lo vendiera a José Antonio Casanova por la simbólica suma de un bolívar.
Casanova, por no poder financieramente con el Club, inmediatamente busca apoyo con empresarios del litoral y logra darle forma los primeros años, para posteriormente aparecer en escena Padrón Panza conocido por ser un empresario emprendedor de carácter fuerte y decidido, adquirió la franquicia del equipo en 1962, junto a Hector Hoffman y Jesús Guillermo Gómez. Desde ese entonces la historia del equipo salado estuvo ligada a Padrón Panza, quien se convirtió en el único propietario del equipo y tomaría la dirección completa del conjunto, para darle esa condición que es ya bien conocida.
En principio el equipo se iba a llamar Santa Marta, famoso conjunto del litoral central, solo que Pedro Padrón Panza, uno de los socios del club, planteó la idea de bautizarlo como Tiburones de La Guaira, porque todos los dueños eran de esa ciudad. En esos primeros años en la liga, la gran apuesta del Sr. Padrón Panza fue traer al conjunto de los Tiburones a Luis Aparicio, quien formaba parte de la Liga Occidental, donde jugaba con Rapiños. Al detenerse la Liga Occidental por razones económicas al mes de haber comenzado, es así como Luis Aparicio debuta en la LVBP al ser contratado por los Tiburones de La Guaira a mediados de la temporada de 1963-64. Ese mismo año ─por petición de Aparicio, su compadre─ se incorporó Ángel Bravo, quien actualmente sigue formando parte activa del equipo, como entrenador y a quien se le retiró el número.
Desde finales de la década de los 1960, Padrón Panza se dio a la tarea de modernizar el béisbol venezolano a través de su equipo La Guaira, club que contó con el primer club house completamente equipado, similar al de los equipos de Grandes Ligas. Dotado de mobiliario especial, gimnasio, equipos especiales para entrenamiento (máquinas de bateo, máquinas para limpiar pelotas), salas de fisioterapia con whirpool incluido, duchas con agua caliente y, por si eso fuera poco, adquirió una unidad de transporte con todos los servicios para que el equipo se trasladara a los encuentros en otras sedes. Este autobús contaba, entre otras modernidades, con dispensadores de refrescos, ambiente musical, aire acondicionado y servicio sanitario para ofrecerles mayor comodidad a sus peloteros.
Padrón Panza viajaba con frecuencia a los Estados Unidos en procura de sus peloteros importados, aprovechando para estrechar sus relaciones con los directivos de las Grandes Ligas. Eso le permitió siempre contratar jugadores de alto calibre y mantener a su equipo en la cúspide de la modernidad. Se dio el lujo de reforzarse con Al Bumbry, quien ganó el premio al Novato del Año de la Liga Americana en 1973. Luego de ese galardón, este jardinero reforzó en tres ocasiones a los escualos. Así como técnicos de lujo como Preston Gómez, Charlie Lau, René Lachemann, Oswaldo Virgil, Terry Collins y Dave García vistieron la camiseta de los Tiburones de La Guaira. Un uniforme que precisamente muestra cierta reminiscencia al béisbol romántico, pues Padrón Panza nunca permitió publicidad en la camiseta.

## La Guerrilla
El reconocido hombre de negocios estuvo al mando del club durante treinta y siete años en los que obtuvo campeonatos en la pelota venezolana. PPP siempre se preocupó por armar uno de las plantillas más competitivas de la liga: la famosa “Guerrilla”. Peloteros como Bravo, Juan Francisco Monasterio, Norman Carrasco, Enzo Hernández, Alfredo Pedrique, Luis Salazar, Gustavo Polidor, Carlos "Café" Martínez, Oswaldo Guillén, Raúl Pérez Tovar y Felipe Lira, fueron firmados por la pupila de “Perucho”, quien marcó el antes y el después de la franquicia deportiva más importante de Vargas.
Particularmente, muchos recuerdan lo complicado que eran las transacciones contractuales con “Perucho”. Sin embargo, también quedó en la historia de la LVBP por su empeño en traer jugadores extranjeros ranqueados, como Luis Tiant, Lou Piniella, Rollie Fingers, Clint Hurdle, Andruw Jones, Chad Curtis y Pat Kelly, entre otros.
Padrón promovió los Juegos Interligas entre República Dominicana y Venezuela y, además, realizó gestiones para que a partir de 1970 se llevara a cabo la Serie del Caribe, contienda que se celebra cada año.

## Fallecimiento
El gerente, que falleció el 1 de abril de 1999 a sus 78 años de edad.

## Premios y reconocimientos
- Fue exaltado al Salón de la Fama del Caribe por sus éxitos cosechados. Éxitos que dejan un claro legado para los directivos, jugadores y técnicos de la divisa salada[8]
- Fue exaltado al Salón de la fama y museo del béisbol venezolano desde 2010[9][10]